# Veronica micrantha
Veronica micrantha är en grobladsväxtart som beskrevs av Johann Centurius von Hoffmannsegg och Link. Veronica micrantha ingår i släktet veronikor, och familjen grobladsväxter. Inga underarter finns listade i Catalogue of Life.